# Oliver Wood (wielrenner)
Oliver Wood (Wakefield, 26 november 1996) is een Engels baan- en wegwielrenner die anno 2024 rijdt voor Saint Piran.

## Carrière
Als belofte werd Wood eenmaal Europees kampioen ploegenachtervolging. Daarnaast won hij bij de eliterenners vijf gouden medailles op de nationale kampioenschappen op de baan en de ploegenachtervolging tijdens de wereldbekermanche in Glasgow in 2016 en werd hij, samen met Christopher Latham, tweede in de Zesdaagse van Londen.
Op de weg werd Wood in 2017 vierde in de wegwedstrijd voor beloften op het wereldkampioenschap. Eerder dat jaar was hij in twee etappes van de Ronde van de Toekomst bij de beste tien renners gefinisht.
In augustus 2021 nam Wood namens Groot-Brittannië deel aan de Olympische Zomerspelen 2020 in Tokio. Op de ploegenachtervolging werd hij zevende, samen met Ethan Hayter, Charlie Tanfield en Ethan Vernon. In 2022 werd hij op dit onderdeel wereldkampioen en twee jaar later Europees kampioen. In 2023 werd hij Europees kampioen op de scratch.

### Privé
Op 26 oktober 2023 trouwde Wood met wielrenster Alice Barnes.

## Baanwielrennen

### Palmares
| Jaar     | BK                                              | EK                              | WK                                  | Overig                                     |
| Beloften | Beloften                                        | Beloften                        | Beloften                            | Beloften                                   |
| -------- | ----------------------------------------------- | ------------------------------- | ----------------------------------- | ------------------------------------------ |
| 2014     |                                                 | Scratch                         |                                     |                                            |
| 2015     |                                                 | Ploegenachtervolging · Omnium   |                                     |                                            |
| 2016     |                                                 | Ploegenachtervolging            |                                     |                                            |
| Elite    |                                                 |                                 |                                     |                                            |
| 2014     | Scratch · Ploegenachtervolging                  |                                 |                                     |                                            |
| 2015     | Ploegkoers · Ploegenachtervolging · Puntenkoers |                                 |                                     | Oberhausen: Ploegkoers, Puntenkoers        |
| 2016     |                                                 | Ploegenachtervolging            |                                     | WB Glasgow: Ploegenachtervolging           |
| 2017     |                                                 |                                 |                                     | WB Manchester: Ploegenachtervolging        |
| 2018     | Scratch                                         |                                 |                                     | CWG: ploegenachtervolging                  |
| 2019     |                                                 | Ploegenachtervolging, · Omnium  |                                     |                                            |
| 2020     |                                                 | Scratch                         |                                     |                                            |
| 2021     |                                                 | ploegenachtervolging            | ploegenachtervolging                | Olympische Spelen: 7e ploegenachtervolging |
| 2022     |                                                 | ploegenachtervolging            | ploegenachtervolging, · koppelkoers | CWG: ploegenachtervolging, · puntenkoers   |
| 2023     |                                                 | scratch, · ploegenachtervolging | koppelkoers                         |                                            |
| 2024     |                                                 | ploegenachtervolging            | ploegenachtervolging                | Olympische Spelen: · ploegenachtervolging  |

## Ploegen
- 2017 –  Team Wiggins
- 2018 –  JLT Condor
- 2019 –  Canyon dhb p/b Bloor Homes
- 2020 –  Canyon dhb p/b Soreen
- 2021 –  Canyon dhb SunGod
- 2022 –  WiV SunGod
- 2023 –  AT85 Pro Cycling
- 2023 –  Velo Schils Interbike Racing Team
- 2024 –  Saint Piran

Bibby · Bradbury · Briggs · Burton · Clancy · Gibson · Gullen · Laverack · McCarthy · Moses · Mould · Slater · Stewart · Wood